# Kádár János (politikus)
Kádár János, születési nevén Czermanik János József (a magyar dokumentumokba már Csermanek Jánosként került be) (Fiume, 1912. május 26. – Budapest, 1989. július 6.) magyar politikus, a modern kori magyar történelem egyik legjelentősebb alakja. A Kádár nevet 1943-ban kapta a kommunista mozgalomban. Az 1945 utáni szovjet típusú rendszer 1957–1989 közötti időszakának (az úgynevezett Kádár-korszaknak) 1988-ig de facto vezetője. Egyes vélemények szerint diktátor, azonban sokak szerint szerepe, életmódja és politikai pályája számos tekintetben nem meríti ki a kifejezés tartalmát.
Magyarország vezetőjeként politikáját a szocialista elvekhez való hűség, ám kérlelhetetlen reálpolitika jellemezte: évtizedeken keresztül rendkívül sikeresen manőverezett a szovjet vezetés, a magyarországi érdekek és sajátosságok, valamint a nyugati világ által támasztott elvárások között. Nevéhez fűződik az 1956-os forradalmat követő kemény megtorlás, majd az azt követő konszolidáció, az átmenet az ún. „puha diktatúrába”. Személye és politikája, a gulyáskommunizmus, más néven kádárizmus éles viták tárgya mind a laikusok között, mind a történettudományban. A forradalom utáni megtorlásokat követően hivatali idejének első felét jelentős gazdasági növekedés és az életszínvonal érdemi emelkedése jelentette. Ennek egyik letéteményese az új gazdasági mechanizmusnak nevezett, a keleti blokk gazdaságpolitikai körülményei között nagyon ambiciózusnak számító reformcsomag volt, amellyel a magyar vezetés kivívta a nyugati és részben a keleti blokk elismerését egyaránt. A fellendülést ugyanakkor a világpolitikai és -gazdasági változások hatására előbb stagnálás, majd recesszió követte mind a gazdasági életben, mind a politikában (ahogyan ez az egész keleti blokkban bekövetkezett), emiatt a korszakot ilyen értelemben – ahogyan társadalmi-kulturális kérdésekben sem – lehetetlen egyszerűen, feketén vagy fehéren megítélni, ezért szakaszolni szükséges.
1945 előtt illegális kommunista, 1943-tól 1944-ig a Békepárt néven általa átszervezett kommunista párt vezetője. 1948-tól 1950-ig a Dinnyés-, majd a Dobi-kormány egyik belügyminisztere volt. 1951-ben letartóztatták, 1952-ben koncepciós perben elítélték, emiatt 1954-ig ült börtönben. 1956. október 25-től az MDP KV első titkára, 1956. október 30-án a második Nagy Imre-kormány államminisztere lett. November 1-jén Moszkvába vitték, ahol rábízták a forradalom leverésének és megtorlásának levezénylését. Az MDP helyére lépő MSZMP vezetője, 1957-től első titkára, 1985-től főtitkára. 1956. november 4-től 1958-ig, valamint 1961-től 1965-ig miniszterelnök, 1958-tól 1961-ig a Münnich-kormány egyik államminisztere, 1965-től 1989-ig az Elnöki Tanács tagja.
A rendszerváltáshoz közeli években idős kora és betegsége miatt már nem vett részt aktívan a politikában; 1988. május 22-én pártfőtitkári tisztségéből fölmentették, de 1989 május 8-ig az MSZMP elnökeként tiszteletbeli funkciót töltött be, mely tisztségéből csak halála előtt egy hónappal mentették fel. 1989-ben hunyt el, éppen azon a napon, amikor a Legfelsőbb Bíróságon kihirdették Nagy Imre és társai rehabilitációját.

## Pályafutása

### Fiatalkora
Édesanyja, Czermanik Borbála (1884–1949) a Komárom vármegyei Ógyallán látta meg a napvilágot, apai ágon szlovák, anyai részről magyar földműves szülők gyermekeként. Anyagi okok miatt családja nem sokáig iskoláztathatta, így az elemi iskola harmadik osztályának befejezése előtt cselédlánynak állt: pár év múlva már a horvát tengerpart kedvelt üdülőhelyén, Abbáziában kapott állást egy rangos villában. A városban ismerkedett meg a nagykanizsai honvéd gyalogezred katonájával, a pusztaszemesi őseit tekintve bajor eredetű, de már elmagyarosodott szintén földműves származású Krezinger Jánossal (1887–1965), pusztaszemesi kisbirtokosok fiával.
Kádár János 1912. május 26-án született Fiuméban, a katolikus anyakönyvbe – édesanyja családneve után – még olaszosan Giovanni Giuseppe Czermanik (magyarul: Czermanik János József) néven regisztrálták, mivel a helyi olasz nemzetiség által alapított Santo Spirito (Szentlélek) kórházban született. A könnyebb kiejtés érdekében a család későbbi magyar nyelvű dokumentumaiban már a Csermanek név szerepelt.
Mivel szülei nem házasodtak össze, és nem is éltek együtt, az anya hajadonként szülte meg gyermekét, így a csecsemő a keresztségben a római katolikus vallást s anyja családnevét kapta. Atyját, Krezinger Jánost csak 1960-ban ismerte meg személyesen.
1918-ig Kapolyon nevelőszülőknél nevelkedett. Attól kezdve Budapest belvárosában, a Városház utca 4. szám alatt élt, ahol anyja mosó- és takarítónőként dolgozott. Iskoláit 1918. szeptember 1-jén a Cukor utcai elemiben kezdte meg, majd a Wesselényi utcai polgári iskolába járt. 1927-ben iparostanonc iskolát végzett. Az írógépműszerész szakmát választotta, amelyet sikeresen el is végzett. 1929-ben szabadult fel és irodagép-műszerész lett, néhány hónapig segédként dolgozott a műhelyben.
Voltam bojtár falusi kondásnál, szolgagyerek kuláknál, vicigyerek, újságkihordó-fiú, kifutó a városban, még kilakoltatott is. Dolgoztam reggel 5-től, míg a tanítás nem kezdődött az iskolában, majd délután újra, késő estig. Azután jöttek az akkori inas élet „gyönyörűségei". S amikor segéd lettem – 1929-ben – a nagy gazdasági válság, a munkanélküliség. Így élt abban az időben az egész ifjúmunkás nemzedék.
Kádár János írógépműszerésznek tanult, de nem dolgozott a szakmájában. A hároméves inasidőből másfél évig csak a műhelyt takarította és trógerolt, mint többi inastársa. Aztán fél évig tanulta a szakmát, s a harmadik évben, amikor a mestere már kiküldte írógépeket karbantartani, azt kellett hazudnia, hogy segéd. A mesternek így volt ez kifizetődő: inasokkal végeztette a segédek egyszerűbb munkáit.

### Ifjúkommunista időszak
Tizenhét éves korában csatlakozott az illegális kommunista mozgalomhoz. 1929-től a Vasas Szakszervezet ifjúsági csoportjának tagja. 1930. szeptember 1-jén részt vett a nagy budapesti tömegtüntetésben. 1931 szeptemberétől a Kommunista Ifjúmunkások Magyarországi Szövetsége (KIMSZ) és a Kommunisták Magyarországi Pártjának (KMP) tagja. 1931 novemberében letartóztatták, bizonyítékok hiányában csak rendőri felügyelet alá helyezték. 1932 tavaszától a KIMSZ Északi Területi Bizottságának tagja, fedőneve Barna János volt. 1933-ban a KIMSZ Központi Bizottságának titkára. A KIMSZ Titkárságának egyik ülésén letartóztatták. Tevékenysége miatt 1933 októberében két év fegyházra ítélték, a budapesti Gyűjtőfogházba került. 1933 decemberében a KIMSZ KB a börtönben tanúsított magaviselete miatt kizárta soraiból. 1934-ben a Gyűjtőfogházban részt vett az éhségsztrájkban, ezért a szegedi Csillag börtönbe került. Itt ismerkedett meg Rákosi Mátyással is. Szabadulása után a KMP utasítására belépett a Magyarországi Szociáldemokrata Párt (SZDP) VI. kerületi szervezetébe.

### Az illegalitás kora

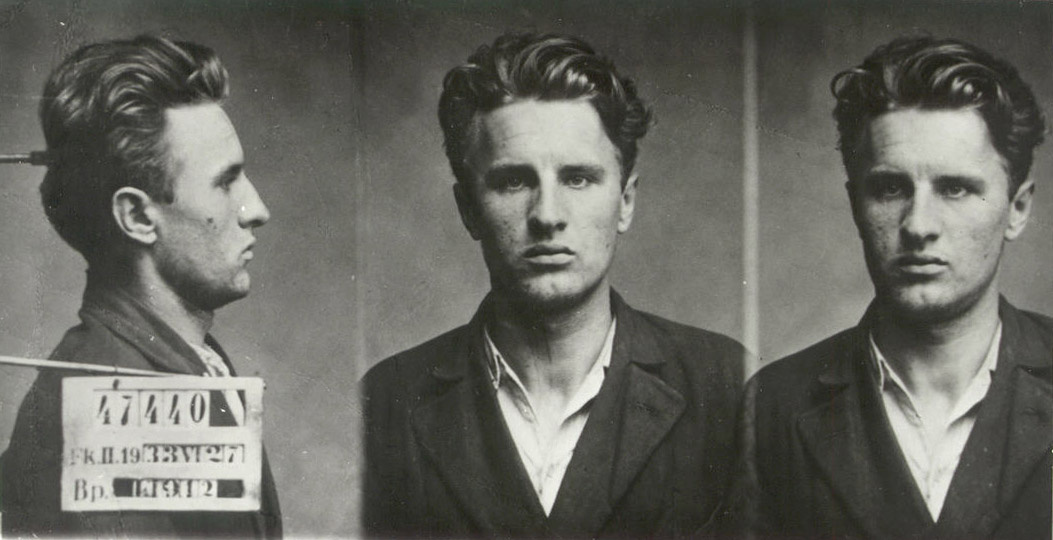
Kádár János rendőrségi fotói letartóztatott illegális kommunistaként (1933)

1940-ben az SZDP Végrehajtó Bizottságának tagja és az ifjúsági csoport vezetője. 1941-től a KMP Budapesti Területi Bizottságának tagja. 1942 májusában illegalitásba vonult, a KMP Központi Bizottságának szervezési ügyekkel megbízott tagja. 1942 szeptemberében a kerületi bizottságok és sejtek újjászervezését irányította, vezette. 1942 decemberében a Központi Bizottság Titkárságának tagja. 1943 februárjában a KMP vezető titkára lett, ekkor kapta a mozgalomban a Kádár János nevet (később, 1945. március 20-án hivatalosan is kérelmezte a névváltoztatást). 1943 áprilisában részt vett a pártprogram kidolgozásában. A Kommunista Internacionálé feloszlatása után, 1943 júliusában a KMP utódjaként létrejött Békepárt vezetője lett. 1944. március 19-én megkezdődött Magyarország német megszállása. 1944 márciusától a Központi Bizottság nevében eljárva kezdeményezte a Magyar Front létrehozását, többekkel együtt megszervezte a KMP háromtagú katonai bizottságának megalakítását. 1944 áprilisában pártutasításra Jugoszláviába indult, hogy felvegye a kapcsolatot az emigrációban élő kommunista vezetőkkel, azonban a határon egy Lupták János nevű katonaszökevény papírjaival elkapták és mint katonaszökevényt letartóztatták. Valódi kilétét sikerült eltitkolnia. Lupták Jánost, vagyis Kádár Jánost és az összes börtönből összegyűjtött kommunistát a komáromi várba vitték. Katonaszökevényként emeltek vádat ellene, és két év börtönre ítélték. 1944 szeptemberében a Központi Bizottság vezető titkára lett. 1944 novemberében Németországba való kiszállításakor Nyergesújfalunál megszökött. Illegalitásban visszatért Budapestre, bekapcsolódott az illegális ellenállási mozgalomba.
1945 januárjában az MKP vezető titkári tisztségéről leváltották, a fővárosba érkező Gerő Ernő vette át tőle a vezető titkári tisztet.
1945. február 13-án Budapest ostroma után a főváros rendőrfőkapitány-helyettese lett. 1945–1947 között országgyűlési képviselő, az MKP káderosztályának vezetője.
1945 áprilisától az MKP Központi Vezetősége titkárságának tagja. 1945 májusában az MKP Budapesti Területi Bizottságának titkára. 1945 májusától a Politikai Bizottság tagja, az MKP Nagybudapesti Bizottságának titkára.

### 1945–1956 közötti időszak

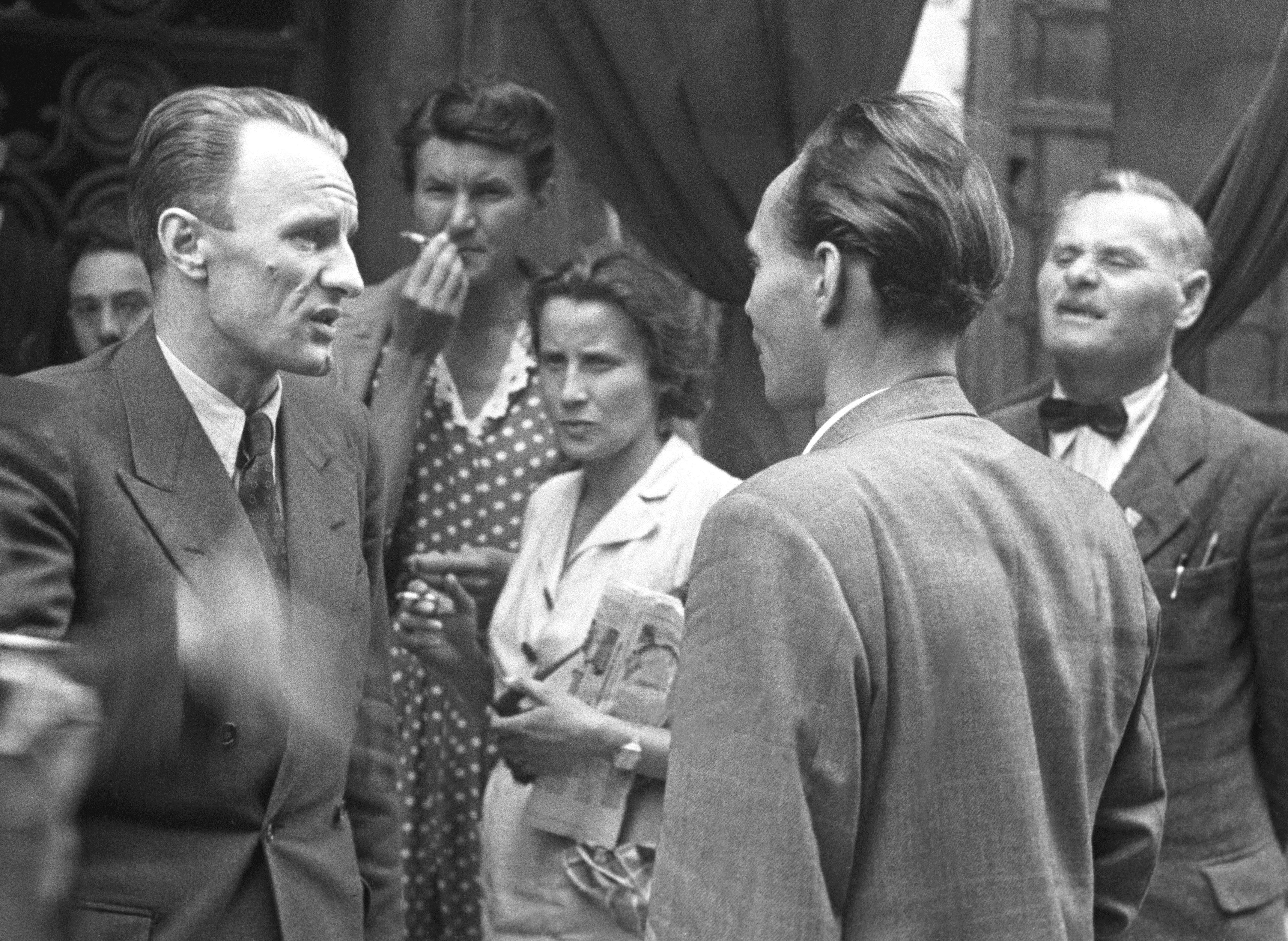
Kádár és Rajk László (a képen háttal), a Magyar Kommunista Párt Központi Vezetőségének tagjai az MKP első országos értekezletén (1945. május)

Csermanek János az illegalitásban használta a Barna János, Lupták János és a Kádár János nevet is. Ezt az utóbbit 1945 után belügyminiszteri engedéllyel véglegesíttette. 1945 áprilisában már ezen a néven választották meg az MKP KV titkárává, az MKP Budapesti Területi Bizottságának titkárává és az MKP KV Káder Osztályának vezetőjévé, majd májusban az akkor létrehozott Politikai Bizottság tagjává. 1946-tól az MKP, később az MDP főtitkárhelyettese. 1947–1952 között országgyűlési képviselő.

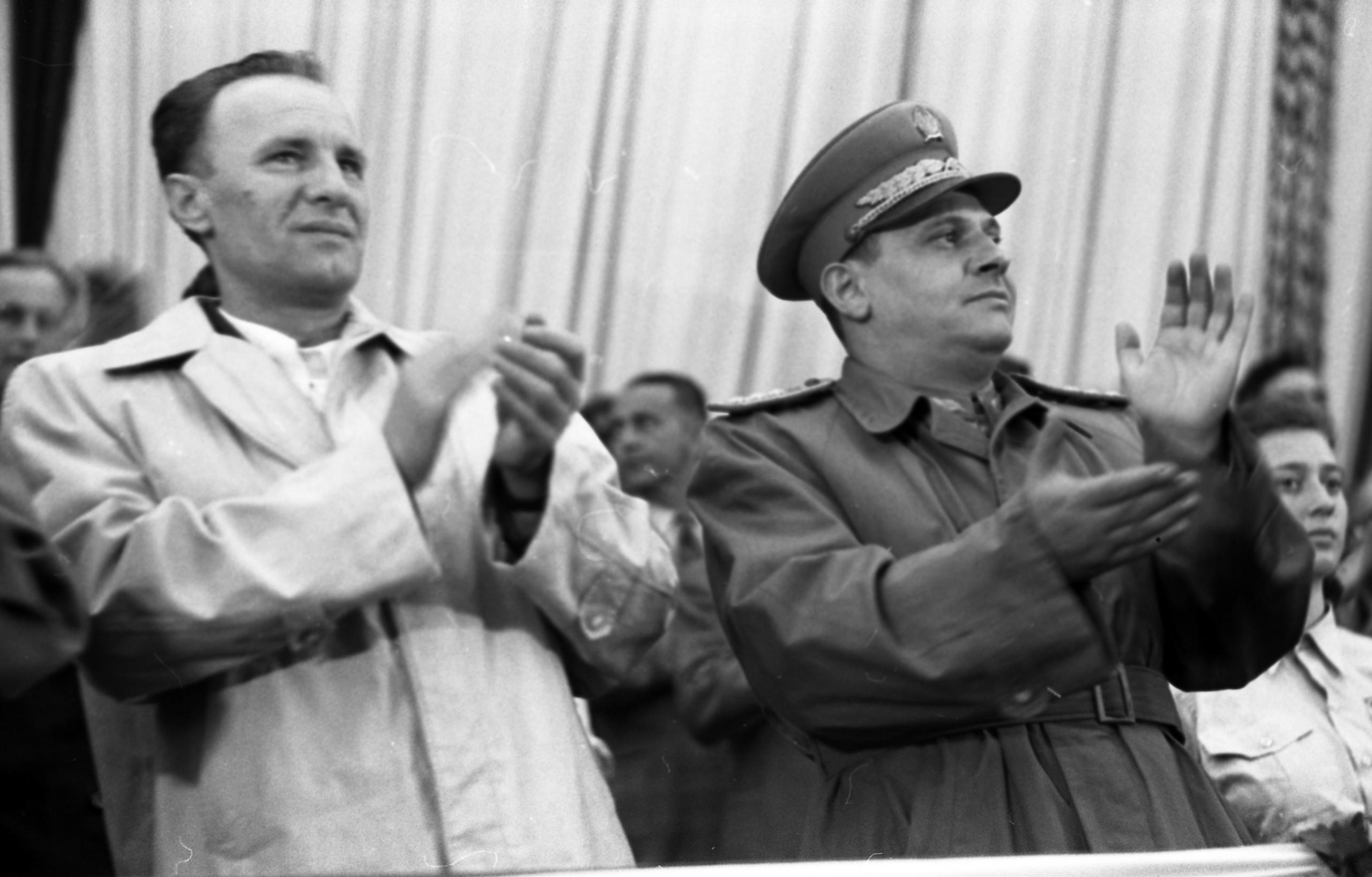
Kádár János és Farkas Mihály a DISZ megalakulása alkalmából tartott nagygyűlésen 1950 júniusában

1948 márciusában az MKP-SZDP közös nagybudapesti egységbizottságának elnöke. 1948 júniusában az MDP Budapesti Bizottságának titkára, 1948. augusztus 5. – 1950. június 23. között belügyminiszter. 1949-ben aktív szerepet játszott a Rajk László elleni perben, Farkas Mihály honvédelmi miniszterrel együtt egyike volt Rajk, illetve Noel Field kihallgatóinak. Ugyanez évben, július 19-én feleségül vette Tamáska Máriát. 1950 májusától a Központi Vezetőség Szervező Bizottságának tagja, a párt- és tömegszervezetek osztályvezetője volt.
1951 májusában letartóztatták és minden politikai tisztségétől megfosztották és június 25-ével parlamenti mandátumát is megsemmisítették. Letartóztatásának oka, hogy a pártvezetés szerint a tanácsrendszerbe sok rendszeridegen elem került be. Ekkor már nem csak az 1945 előtti korok tisztviselőit, de a koalíciós idő hivatalnokait is ilyennek minősítették. Zöld Sándort vonták emiatt felelősségre, aki azonban a letartóztatása előtt kiirtotta családját, és öngyilkos lett, így mivel mindenképp bűnbak kellett ehhez a koncepcióhoz, a tanácsrendszer törvényjavaslatának beterjesztőjét, Kádárt vették elő.
1952 decemberében a Legfelsőbb Bíróság koholt vádak alapján életfogytiglani fegyházra ítélte. A Sztálin halála utáni enyhülés jegyében a Politikai Bizottság Gerő Ernőt bízta meg Kádár és társai ügyének felülvizsgálatára, ami a forgatókönyv szerinti felmentéssel és szabadon bocsátással végződött 1954 júliusában. Augusztusra minden korábbi párttisztségét visszakapta és anyagi kárpótlást is kapott.
A jegyzőkönyvek szerint később kártérítésként 67 069 forint készpénzt, egy háromszobás lakást, lakberendezési tárgyakat, 250 darab könyvet, valamint egy négyhetes üdülést kapott. A pénz összegét később 163 ezer forintra egészítették ki, hozzávetőleges számítások szerint ötven-hatvan forinttal egyenlítettek ki egy-egy börtönben töltött napot.
A rehabilitációs tárgyaláson a bíróság megállapította, hogy a harmincas években szoros kapcsolatot tartott fenn a politikai rendőrséggel, de azt is megállapította, hogy ez a cselekmény elévült. A párt háború alatti feloszlatásával kapcsolatban védekezése az volt, hogy nem érezte jelentőségét – tekintettel arra is, hogy Dimitrov a Kommunista Internacionálét egy évvel azelőtt feloszlatta –, „mert a KMP-nek akkor Észak-Erdélyt és a visszacsatolt szláv területeket is beszámítva mindössze 62 tagja volt.” A rendőrséggel fenntartott kapcsolata miatt politikailag soha nem rehabilitálták, a párt feloszlatása tekintetében igen, azzal, hogy „jóindulatúan járt el.” 1954 októberében az MDP Budapest XIII. kerületi Bizottságának első titkára lett. 1955 szeptemberében a Pest Megyei Bizottságának első titkára. 1956 júliusában az MDP Központi Vezetőségének, Politikai Bizottságának és a Központi Vezetőség Titkárságának tagja lett.

### Az 1956-os forradalom alatt
1956. október 24-én – a Kossuth Rádióban 20:45 perckor – beolvasták Kádár üzenetét a néphez, melyben az eseményeket Gerő Ernőhöz és Nagy Imréhez hasonlóan ellenforradalmi felkelésnek nevezte és haragját fejezte ki: „…Csak izzó haraggal lehet szólni erről a támadásról, amellyel az ellenforradalmi, reakciós elemek felkeltek hazánk fővárosa ellen, népi demokratikus rendünk, a munkásosztály hatalma ellen. …”
Október 25-én Gerő Ernőt leváltották, így az MDP Központi Vezetőségének első titkára lett. Aznap délután 15 óra 30 perckor beszédet mondott a Kossuth Rádióban: a kialakult helyzetet súlyosan elítélte, ismét ellenforradalomnak nevezte, közölte a pártvezetőség egységes állásfoglalását, „hogy a népköztársaságunk államhatalma ellen irányuló fegyveres támadást minden lehetséges eszközzel vissza kell verni.” Másnap a PB helyett létrehozott Direktórium tagja, október 28-án a Központi Vezetőség Elnökségének elnöke lett. Október 30. és november 4. között a Nagy Imre-kormány államminisztere volt. Október 30-án az ekkor létrejött Magyar Szocialista Munkáspárt Intéző Bizottságának tagja lett.
November 1-jén 22 óra előtt a Kossuth Rádióban hangzott el az a beszéde, melyben a forradalmat „népünk dicsőséges felkelésének” nevezte, s bejelentette az MSZMP megalakulását. A beszédet felvételről játszhatták be, mivel Kádár a délután folyamán távozott az Országházból, majd Münnich Ferenccel együtt Budapestről. Időközben ugyanis a szovjet vezetés Moszkvában úgy döntött, hogy Münnich vagy Kádár lenne a legalkalmasabb a forradalom leverése utáni folytatáshoz. A Moszkvába juttatási akció megszervezésével a KB-titkár Leonyid Iljics Brezsnyevet bízták meg. A visszaemlékezések szerint Andropov budapesti nagykövet üzent Münnichnek, jöjjenek megbeszélésre a szovjet nagykövetségre. Münnich kocsit küldött Kádárért az Országházba, együtt értek a nagykövetséghez, ott felkérték őket, szálljanak át egy szovjet autóba. Azzal a tököli szovjet bázisra vitték őket, ott közölték, hogy a legfelsőbb szovjet vezetés kíván tárgyalni velük a magyarországi helyzetről. Repülőgéppel Ungvárra, onnan Munkácsra vitték őket, ahol találkoztak az akciót szervező Brezsnyevvel. Münnichet és Kádárt elkülönítve, két repülőgéppel vitték Moszkvába. November 2–3-án Moszkvában több kommunista ország állami és pártvezetői tárgyaltak velük a magyarországi helyzetről: 
November 2-án Moszkvába érkezésük után egyenesen az SZKP elnökségi ülésére vitték őket. Kádár – ekkor még nem tudva, fogolyként vagy leendő vezetőként van-e jelen – beszámolójában vállalta a felelősséget az új párt, az MSZMP megalapításáért, a semlegesség kimondásáért és a Varsói Szerződésből való kilépésért, miközben – nyitva hagyva mozgásterét – úgy értékelte, Nagy Imre politikájában „vannak ellenforradalmi elemek is”. A katonai rendcsinálást nem ajánlotta, mondván, azzal a kommunista párt végképp elvesztené a hitelét.
November 3-án visszaérkezett Moszkvába Hruscsov szovjet pártvezető, akinek egy nappal előtte Tito Brioni-szigetén Kádárt javasolta az új magyar vezetőnek, a korábbi moszkvai nagykövet Münnichhel szemben. Az SZKP elnökségi ülésén Kádár végighallgatta Hruscsov helyzetértékelését, mely szerint Magyarországon ellenforradalmi veszély van, válaszában már úgy fogalmazott: „Igen, Önöknek igazuk van. Ahhoz, hogy a helyzet stabilizálódjon, most az Önök segítsége kell.” Amivel saját részéről elfogadta a szovjet vezetés által már három napja eldöntött szovjet katonai beavatkozást. Az ülésen ezután Hruscsov ismertette a leendő magyar kormány névsorát, majd Kádár már arról beszélt, hogy Magyarországon „az ellenforradalmárok kommunistákat gyilkolnak, Nagy Imre pedig fedezi őket.”
November 4-én hajnalban Kádár és Münnich Ungvár érintésével Szolnokra repült. Reggel 5 órakor – az ungvári rádióból közvetítve – a szolnoki rádió hullámhosszán elhangzott a magyar Forradalmi Munkás-Paraszt kormány megalakításának bejelentése. November 7-én Kádárt szovjet tankokkal hozták Budapestre, egyenesen a szovjet katonák őrizte Parlament épületébe vitték, melyet az első két hónapban el sem hagyott, az ott kialakított hálószobában aludt feleségével, szovjet szakértőkkel a szomszéd szobákban. Létrehozta az MSZMP Ideiglenes Intéző Bizottságát, aminek elnöke lett. Ugyanezen a napon Dobi István kinevezte a Minisztertanács elnökévé.

### 1956–1988, a „Kádár-korszak”

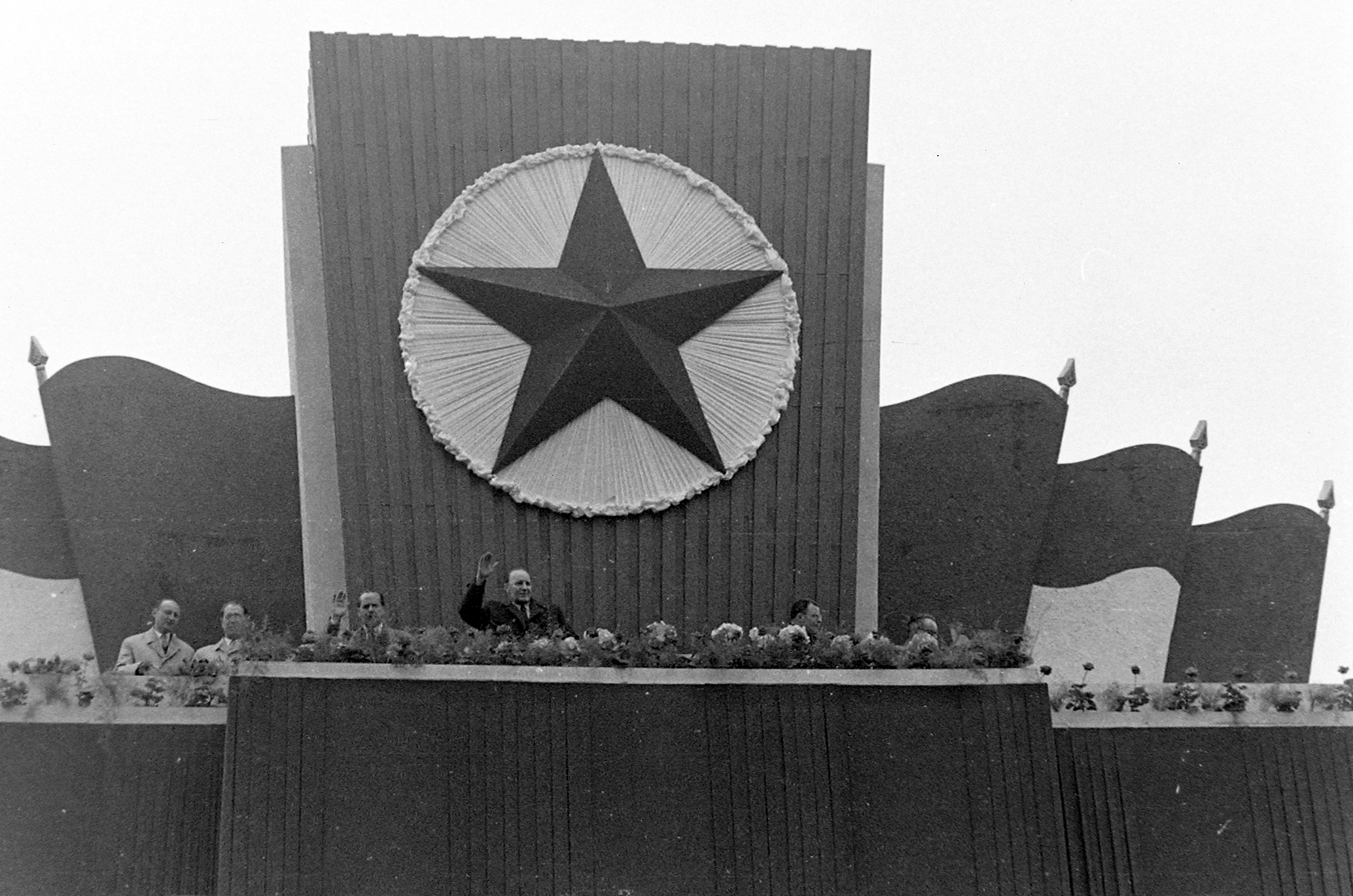
Kádár János a budapesti dísztribünön 1960. május 1-jén

November 21-én Kádár János írásos garanciát adott Edvard Kardelj jugoszláv miniszterelnök-helyettesnek, hogy Nagy Imrét és társait nem fogják felelősségre vonni: „Az ügy lezárása érdekében a magyar kormány … ezúton írásban is megismétli a szóban több ízben tett kijelentését, hogy Nagy Imrével és csoportja tagjaival szemben múltbéli cselekedeteikért nem kíván megtorlást alkalmazni. Tudomásul vesszük, hogy ily módon a csoport számára nyújtott menedék megszűnik, ők maguk a jugoszláv nagykövetséget elhagyják, és szabadon távoznak saját lakásukra.”
November 22-én a Nagy Imre és társai lemondtak a menedékjogukról, és bízva a magyar kormány által tett bántatlansági ígéretben, a jugoszláv követség épületét elhagyták. A megszálló szovjet csapatok – megszegve a jugoszlávokkal történt megállapodást – azonnal őrizetbe vették őket, Nagy Imrét autóbusszal a mátyásföldi szovjet laktanyába vitték (az épület ma a Budapesti Gazdaságtudományi Egyetem Külkereskedelmi Karához tartozik).
Kádár 1956. november 26-i rádióbeszédében büntetlenséget ígért a tömegmegmozdulások résztvevőinek, igaz, hogy az „ellenforradalmárok, ellenforradalmi uszítók” felelősségre vonását is meghirdette.
Ha nem néznénk a világkommunizmus érdekeit, Nagy Imre bandája már rég a föld alatt lenne.
Szavait sokan úgy értelmezték, hogy nem lesz megtorlás, a következő években azonban 1956-os tetteik miatt százakat végeztek ki és tízezreket börtönöztek be vagy internáltak, amihez az első indíttatást Kádár salgótarjáni beszéde adta, melyben Nagy Imrét ellenforradalmi felkelés szításával vádolta és árulónak nevezte:
Nagy Imre, Losonczy Géza, Háy Gyula meg Zelk Zoltán igenis szította a fegyveres támadást a Magyar Népköztársaság ellen és védelmezte a forradalmi erők megmozdulása után is az ellenforradalom ügyét.
1957 februárjában az MSZMP Központi Bizottságának elnöke, majd júniusban az MSZMP Politikai Bizottságának tagja, a Központi Bizottság első titkára. Meghirdette az úgynevezett „kétfrontos harcot”. 1958 januárjában lemondott a Minisztertanács elnökségéről. 1958. január 28. – 1961. szeptember 13. között államminiszter. 1958-ban hozzájárult a Nagy Imre perhez, tudomásul vette elítélését és kivégzését. Kádár Nagy Imre kivégzését még akkor is szükségesnek ítélte, amikor ahhoz már a szovjet vezetés sem ragaszkodott. 1958-tól országgyűlési képviselő.
1961. szeptember 13. – 1965. június 30. között a Minisztertanács elnöke.
1964-től a Hazafias Népfront Országos Tanácsának tagja. 1965-ben az MSZMP KB első titkára. 1965 novemberében az Elnöki Tanács tagja.

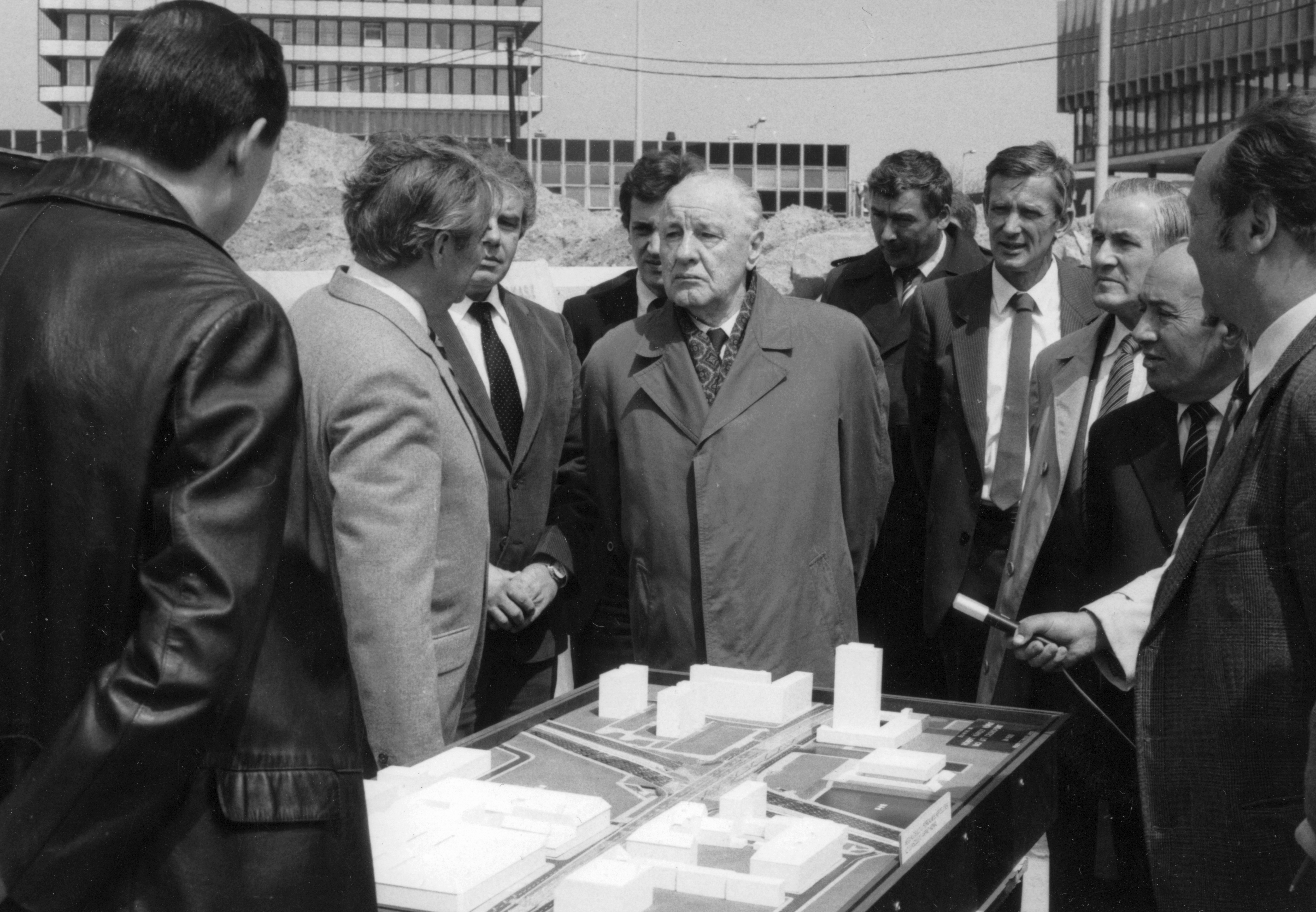
Dalmy Tibor kormánybiztos (világos zakóban) tájékoztatja Kádár Jánost az Árpád hídi közlekedési rendszer építéséről, 1984

A hatvanas évek első felétől kezdve, a hidegháborús nemzetközi enyhülés körülményei között lényeges szempontja volt a jobb életkörülmények kialakítása (melynek hatására a következő mintegy két és fél évtizedet a közbeszéd később „gulyáskommunizmusnak” nevezte el), többek között azért, nehogy megismétlődjenek az 1956-os események a rossz életkörülmények miatt. Kádárnak emiatt később szinte el is felejtették a forradalom megtorlásában játszott szerepeit, és a nép többségének a szemében afféle atyai vezetővé, „jó királlyá” vált. A múlttal szakítást szimbolizálta Rákosi Mátyás, Gerő Ernő és keményvonalas társainak 1962-es kizárása a pártból, illetve az 1956-os forradalom elítéltjeinek 1960-as és 1963-as általános amnesztiája.
1968 augusztusában jóváhagyta a „prágai tavasz” elfojtására küldött Varsói Szerződés csapataiban való részvételt, de előtte mindent megtett, hogy a csehszlovákiai bevonulásra ne kerüljön sor. Azt csak abban az esetben tartotta megengedhetőnek, ha az ellenforradalmi erők felülkerekednek. Kádár János többször is tárgyalt Alexander Dubček csehszlovákiai vezetővel, hogy elkerüljék a Varsói Szerződés csapatainak bevonulását. Tárgyalásai azonban nem vezettek eredményre.
1968-ban hozzájárult az új gazdasági mechanizmus néven Nyers Rezső és társai által kidolgozott gazdasági terv bevezetéséhez, nagy reményeket ébresztett ez a terv Magyarországon, de sajnos a szovjetunióbeli sztálinista vonal megerősödése nem kedvezett a magyar gazdasági reformok megvalósításának, az új gazdasági mechanizmus „bevezetése” megtorpant.

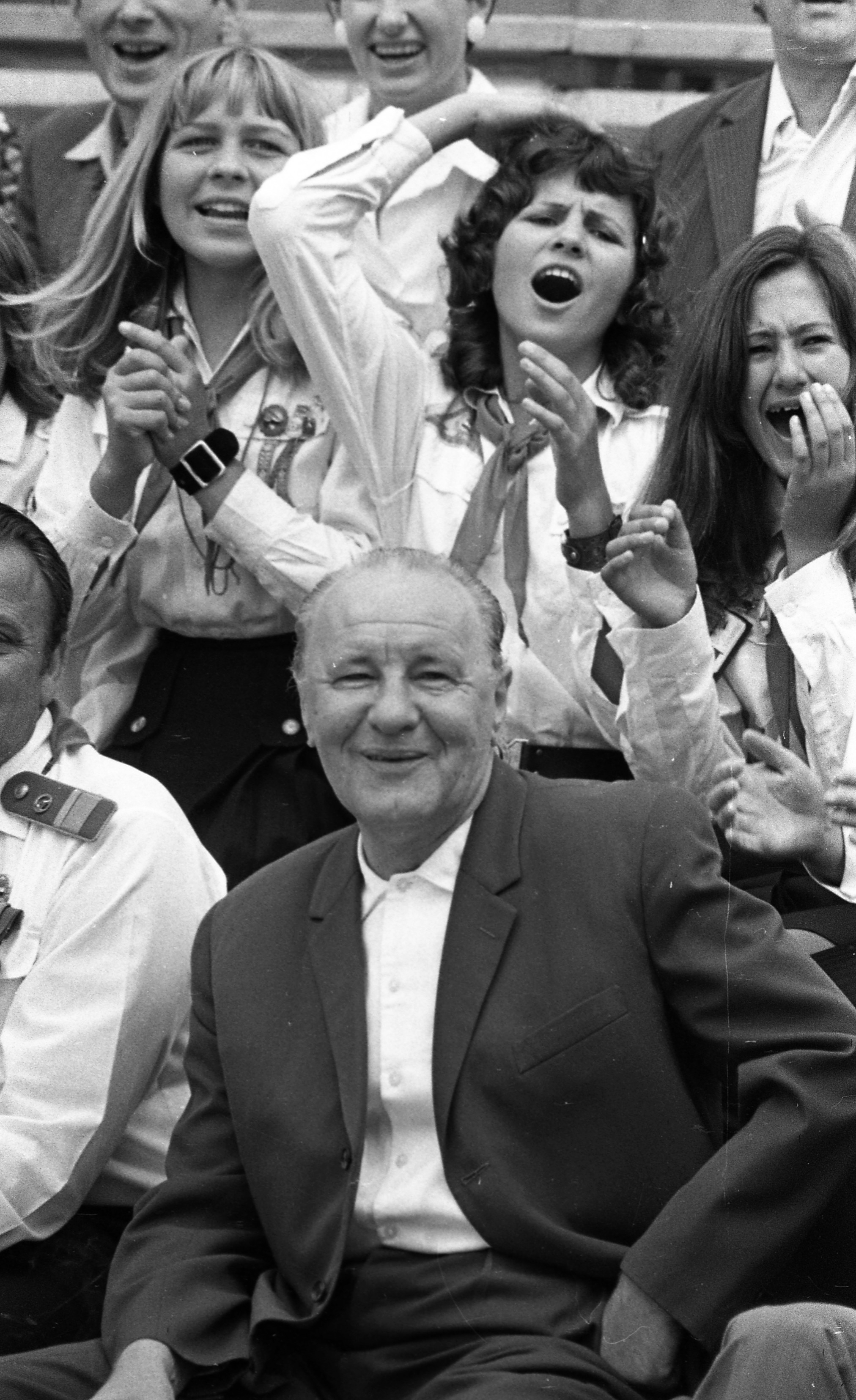
Kádár János a csillebérci Úttörővárosban (1972)

1981-ben a lengyel ellenzéki „Szolidaritás mozgalom” erősödésekor a szovjet pártvezetés '56 és '68 mintájára katonai bevonulást tervezett. Kádár ezt határozottan ellenezte, megmondva, hogy semmiféle katonai segítséget nem nyújt a Varsói Szerződés csapatainak a lerohanásra. A szovjetek végül szükségállapot kihirdetésére szólították fel a lengyel kormányt.
1984 februárjában Kádár János Margaret Thatcherrel találkozott Budapesten, aki először látogatott miniszterelnökként a keleti blokk egyik országába, másfél napot töltve Budapesten.
1985 márciusában a Központi Bizottság főtitkára lett. 1988 májusában a romló egészségi állapotú politikust pártfőtitkári tisztségéből fölmentették és kikerült a Politikai Bizottságból, s noha névleg az MSZMP elnöke lett, minden hatalmát elvesztette. 1989. április 12-én a párt Központi Bizottságának zárt ülésén beszélt utoljára nagyobb közönség előtt, mintegy elszámolásképpen párttársai és önmaga előtt. Az egyórás beszéd zavaros, nehezen követhető, és az agg Kádár lelkiismereti válságát tükrözi. Egyesek, például Pozsgay Imre véleménye szerint Kádár utóda, Grósz Károly intézte úgy, hogy a szellemileg már nem teljesen ép pártelnök felszólalásával lejárassa magát, és ezzel meggyorsítsa a menesztését, így Kádárt végül 1989 májusában fölmentették pártelnöki tisztségéből is, emellett központi bizottsági tagságától is megfosztották.

## Magánélete

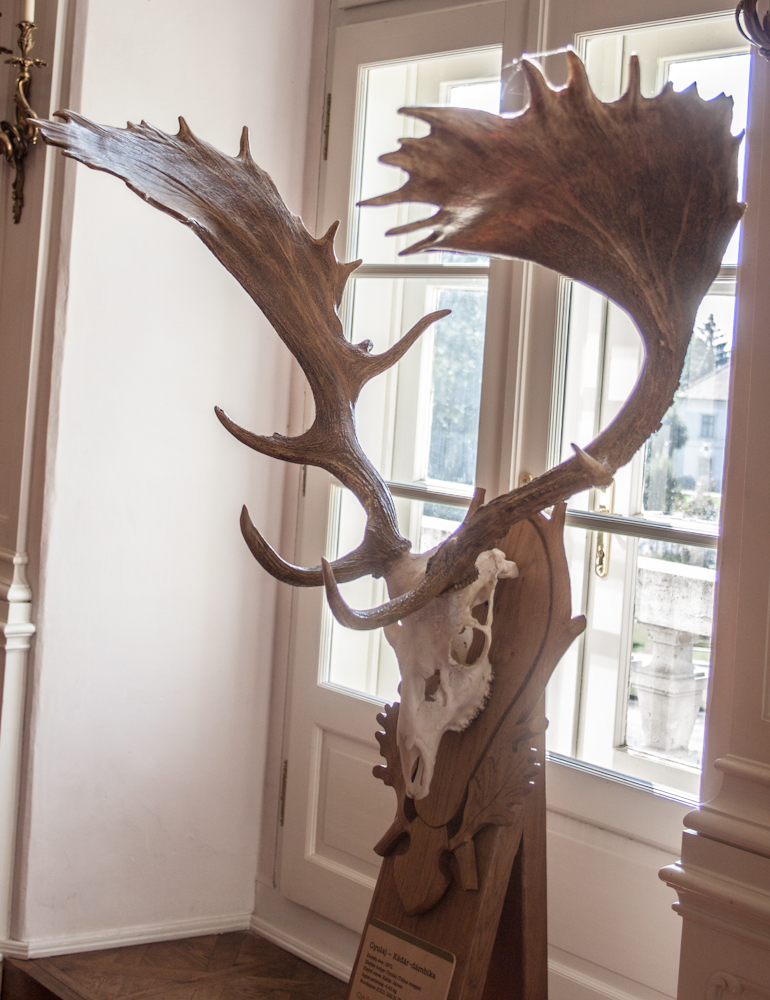
A világrekord dámbika trófeájával Kádár János egészen 1992-ig vezette a legnagyobb dámlapátot zsákmányoló vadászok ranglistáját, Széchenyi Zsigmond Vadászati Múzeum, Hatvan

Kádárról mint magánemberről a puritán ember képe élt a köztudatban. Bár az ország vezetőjeként Kádár az állami vezetőknek járó jólétben élt, de valóban visszafogottabban, távol állt tőle a nagyvilági luxus hajszolása és élvezete, amint például a jugoszláv Titóról közismert. Élt a vezetőknek járó kedvezményekkel, 1948-tól a szemlőhegyi Cserje utcai villában lakott, rövidebb utakra a szolgálati Mercedes W116 típusú kocsival járt, a nagyobb távolságokra repülőgép helyett különvonattal utazott, viszont nem kedvelte a nagy ivászatokat, evészeteket. Kivételt a vadászat jelentett, amit annyira kedvelt, hogy még „saját” vadászegylete is volt. Az  1963-ban alapított Egyetértéstárságban sokáig kizárólag Kádár döntött, hogy kik lehettek a társaság tagjai. A vadászatban leginkább a természetjárás és a társaság vonzotta, ezért nem különösebben örült, amikor 1972-ben Gyulaj addigi legnagyobb, világrekorder dámbikáját lövették meg vele. A vadászatokat olykor politikai célokra is felhasználta: a maga is nagy vadász hírében álló Brezsnyev négy alkalommal is együtt vadászott Kádárral, amikor Magyarországra látogatott, és ilyenkor ennek kapcsán politikai megbeszélésekre is sort kerítettek, de a tekintélyes nyugatnémet Franz Josef Straussszal is találkozott annak magyarországi vadászata ürügyén. Ezen kívül közismerten kedvelte a sportokat, leginkább a focit, az úszást és a sakkot, a focit fiatalabb korában, az úszást és a sakkot későbbi éveiben is rendszeresen űzte. Szeretett kártyázni, dominózni és olvasni is. Kedvelte Jaroslav Hašek Švejkjét, Széchenyi Zsigmond vadászkönyveit, akivel maga is együtt vadászott, de telekszomszédja, Illyés Gyula és Keresztury Dezső köteteit is szívesen olvasta. Televíziót alig nézett, állítólag csak május 1-jén kapcsolta be az ünnepi közvetítések miatt. Cserje utcai villájában az előbb elkészített medencét később betemettette, helyén pedig bábolnai tyúkokat tartott, melyekről maga gondoskodott, mivel kedvelte a friss tojást. Kádár, állítása szerint 32 éves koráig azért nem nősült meg mert nem tudott édesanyjától „elszakadni”. Ismeretek szerint csak két nővel volt tartós kapcsolata, először egy akkor házasságban élő egy gyermekes asszonnyal volt komolyabb viszonya néhány évig még az illegalitás idején a negyvenes években, majd ezekben az években találkozott későbbi feleségével, Tamáska Máriával is, aki akkori férjével együtt bujtatta Kádárt a hatóságok elől. Életük végéig tartó házasságukat csak évekkel később kötötték, és mindvégig szerényen, alapvetően zárkózottan éltek, gyermekük nem született. A nyarakat rendszeresen a balatonaligai MSZMP üdülőben töltötték. A feleségével gyakran utaztak a Keleti blokk országaiba. 1977-ben a Vatikánba is ellátogattak.

### Halála
1989. július 6-án halt meg, éppen azon a napon, amikor a Legfelsőbb Bíróságon kihirdették Nagy Imre és társai rehabilitációját. Szimbolikus jelentőségű volt, hogy a bejelentés közben a teremben az emberek egymás kezébe adtak egy papírt, amire a következő szöveg volt írva: „meghalt Kádár János”.
Németh Miklós volt kormányfő szerint Kádár halála előtt papot (név szerint Bíró Imre farkasréti plébánost)[forrás?] hívatott magához. Thürmer Gyula, a Magyar Munkáspárt elnöke viszont egy interjúban azt nyilatkozta, hogy sem Németh Miklós, sem Grósz Károly (Thürmer visszaemlékezései szerint Grósz volt az, aki megkapta mindennap a Kútvölgyi Kórház jelentését Kádár egészségi állapotáról, és nem Németh) nem volt jelen Kádár János halálos ágyánál.

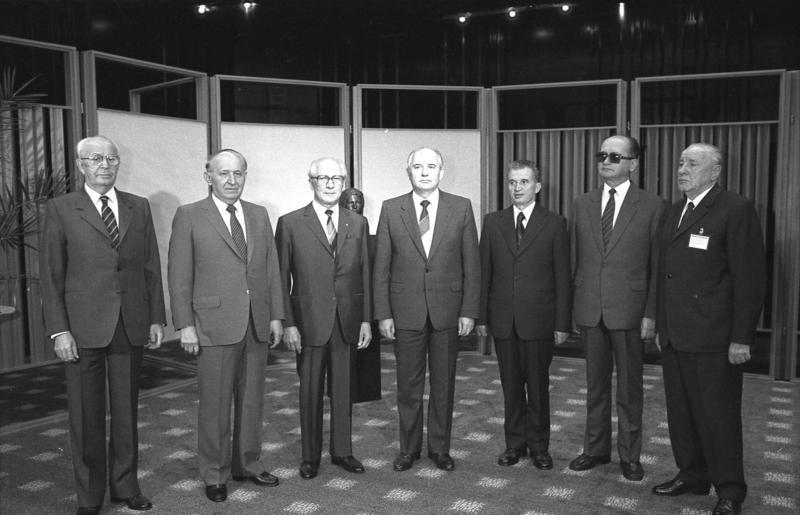
Balról jobbra: Gustáv Husák, Todor Zsivkov, Erich Honecker, Mihail Gorbacsov, Nicolae Ceaușescu, Wojciech Jaruzelski és Kádár János 1987. május 29-én, a Varsói Szerződés ülésén

## Történelmi szerepe
Az ő nevéhez fűződik az 1956-os forradalom leverése megtorlással – sortüzekkel, a forradalmi események során „politikailag kompromittálódott” (vagyis a kommunista hatalom számára megbízhatatlannak bizonyult) rendőrségen és honvédségen belüli „politikai tisztogatással”; koncepciós perekkel és több száz kivégzettel. A sok ezer börtönbe zárt mellett több ezer ember vesztette el egzisztenciáját is a rendszerváltásig. Moszkvabarát külpolitikai irányzata lehetővé tette, hogy a belpolitikában mérsékelt reformokat engedjen meg. A megtorlás évei utáni enyhülés eseményeiben betöltött szerepe már sokkal ellentmondásosabb, vitatottabb (kemény diktatúrából „legvidámabb barakk”). Bár sosem volt személyesen korrupt, előfordult, hogy a korabeli politikai elit többi tagjainak korrupt ügyleteit elnézte. Mindössze néhány órás különbség volt a halála és a kommunista Nagy Imre volt miniszterelnök és társainak legfelsőbb bírósági rehabilitációjának kihirdetése között. (E tekintetben sorsa tragikus, hiszen a legmélyebb félelmei keltek életre.) Kádár János naplófeljegyzéseinek hiteles gépelt másolatát a Belügyminisztérium Történeti Irattára titkosítva őrzi.

## Megítélésével kapcsolatos ellentmondások
A Medián és Hankiss Elemér 2007 végén végzett felmérése során a válaszadók körében a harmadik legalkalmasabb államférfinak találtatott Kádár János személye a magyar történelmi alakok közül. A felmérésben az első helyre Széchenyi Istvánt, a második helyre pedig Kossuth Lajost tették a megkérdezettek.
Ebben leginkább az játszhat szerepet, hogy az általa irányított korszak, a gulyáskommunizmus a legtöbb embernek az alapvető szabadságjogok felfüggesztése mellett létbiztonságot, perspektívákat és boldogulást jelentett. (Munkahely, lakhatás, autó, nyaraló stb.) Ehhez képest a rendszerváltás után beköszöntő „vad”-kapitalizmus következtében rengeteg alsóbb osztálybeli, főleg alacsony iskolázottságú vagy fizikai munkát végző ember veszítette el az állását, ráadásul megjelent a hajléktalanság is, emiatt pedig sokan csalódtak a rendszerváltáshoz fűzött reményeikben, és szívesebben szimpatizálnak egy olyan múlttal és annak vezetőjével, ahol és aki által biztosítva volt a „puha diktatúra” viszonyai között elérhető és a megélhetéshez szükséges anyagi és egzisztenciális stabilitásuk.

### Sírrongálások
2000 novemberében egy 69 éves asszony zöld festékkel mázolta be a Fiumei úti sírkert Munkásmozgalmi Pantheonját és három kommunista vezető sírját, köztük Kádár Jánosét is. Tettét azzal magyarázta, hogy úgy gondolja, sok fiatal halála szárad Kádár lelkén.

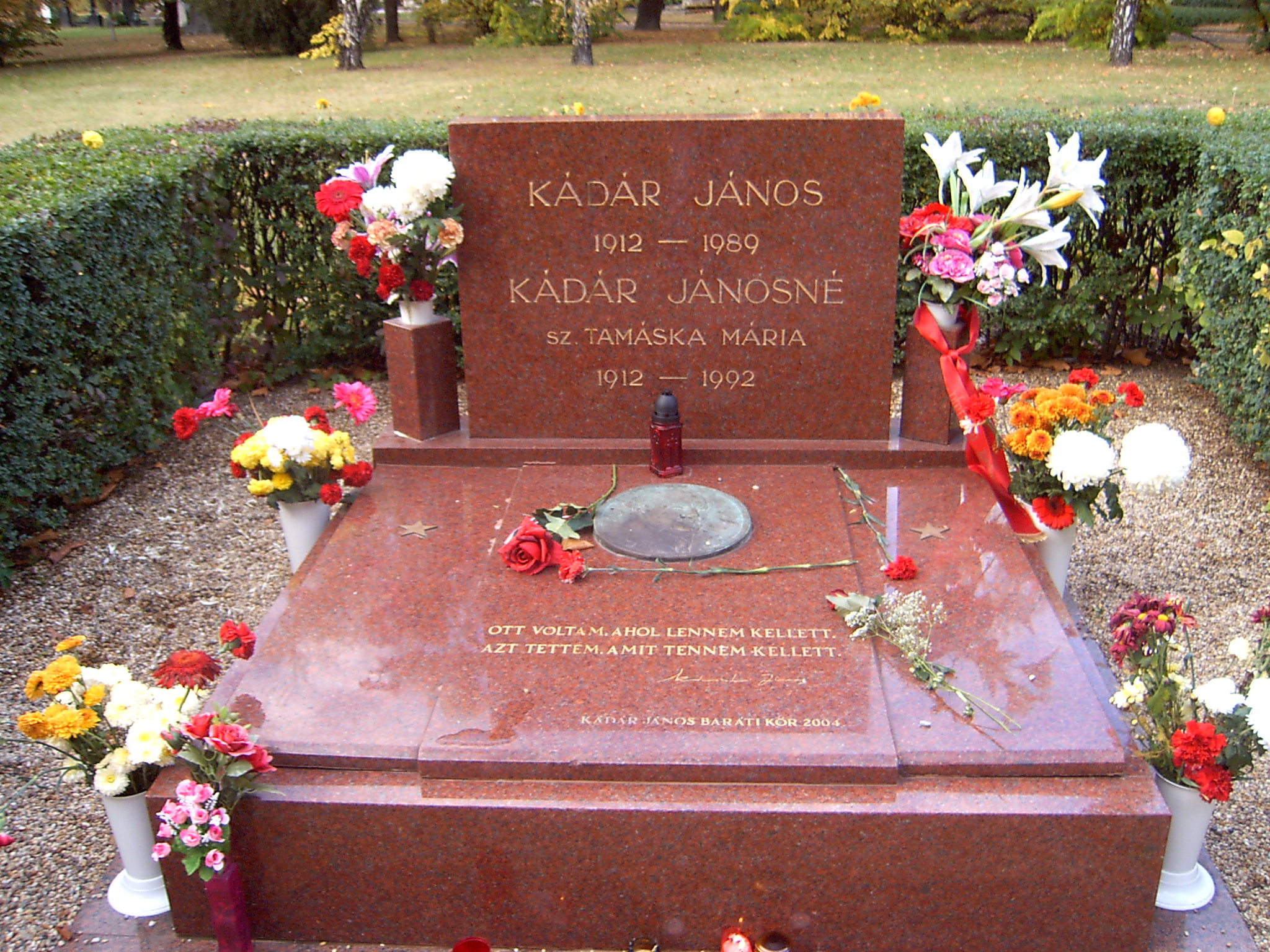
Kádár János és felesége, Tamáska Mária sírja a Fiumei úti sírkertben

2007. május 2-ára virradóra a Fiumei úti temetőben található sírját ismeretlen tettesek megrongálták. Kádár és felesége síremlékének márvány fedlapját leemelték, a földet kihányták, a koporsót felfeszítették és elvitték Kádár csontjainak a medencecsonttól felfelé eső részét a koponyájával együtt és felesége urnáját, amely Kádár János koporsóján volt elhelyezve. Feltételezhető, hogy a tettesek többen voltak: először eltávolították a fedlapot, amire a „gyilkosok 56” feliratot fújták rá, utána majdnem 2 méter mélyen kiásták a sírt. A fémkoporsóba a lábhoz közeli részen egy 30×30 centis lyukat vágtak. A koporsó valószínűleg ekkor telt meg földdel, ami nehezítette a csontok keresését.
Az ugyanabban a temetőben található Munkásmozgalmi Pantheonra vélhetően ugyanebben az időben vagy a környékén feketével a következő feliratot festették: „Gyilkos és áruló szent földben nem nyughat. 1956–2006” A felfestett sor idézet a Kárpátia együttes Neveket akarok hallani című számából. A sírrongálás és a felirat közti kapcsolatot a rendőrség vizsgálta. A parlamenti és parlamenten kívüli pártok elítélték a kegyeletsértést. A rendőrség tízfős nyomozócsoportot hozott létre az ügyben. A nyomozás azonban eredménytelennek bizonyult, 2007. november 29-én a tettes(ek) kilétének megállapítása nélkül zárták le az ügyet. Az eset után Kádár sírjánál térfigyelő kamerákat szereltek fel. Péterfalvy Attila adatvédelmi biztos szerint „Olyan kamera üzemeltetése fogadható csak el, amely nyitvatartási időn kívül üzemel”. 2014-ben sírhelyét a nemzeti emlékhely bizottság védetté nyilvánította.

## Alakja a művészetekben

### Színház
- Kovács Márton-Mohácsi István-Mohácsi János: 56 06 / őrült lélek, vert hadak
- Szőcs Géza: Liberté '56
- Kornis Mihály: Kádár beszédek – felolvasószínház
- Novák Tamás: Kádár utolsó beszéde – Kádár utolsó beszédéből készült kamaradráma, melyet az Operaházban mutattak be, 2016. október 23-án

### Film, televízió
- Liberté '56 (2007)
- Kádár.kom (2017) dokumentumfilm
- Kádár János és a megbundázott vadászat (Tömény történelem sorozat, paródia, 2. évad, 2017) (online elérés a Facebookon)
- Nemzeti Trip - A legvidámabb barakk (2020)

### Képzőművészet
- Kling György: Kádár János portréja
- Rényi Krisztina: Kádár János és kora

## Főbb kitüntetései
- Magyar Népköztársasági Érdemrend I. fokozata (1950)
- Szocialista Munka Hőse (1962, 1972, 1982)
- Szovjetunió Hőse (1964)[81]
- Nemzetközi Lenin-békedíj (1977)

## Művei
- A szakszervezetek az újjáépítés szolgálatában (Budapest, 1945)
- Erősítsük a Magyar Kommunista Pártot (Budapest, 1945)
- A párt és a tömegek kapcsolata a szocializmust építő népi demokráciánkban (Budapest, 1950)
- A párt irányító szerepe a szocializmus építésében, az állami és gazdasági szervek irányításában (Budapest, 1950)
- Lenin-Sztálin tanítása a pártról (Budapest, 1951)
- Szilárd népi hatalom: független Magyarország (Budapest, 1958)
- A szocializmus teljes győzelméért (Budapest, 1962)
- Tovább a lenini úton (Budapest, 1968)
- Hazafiság és internacionalizmus (Budapest, 1968)
- Híven a forradalomért (Budapest, 1972)
- A szocialista Magyarországért (Budapest, 1972)
- Válogatott beszédek és cikkek 1957–1973 (Budapest, 1974)
- A fejlett szocialista társadalom építésének útján (Budapest, 1975)
- Internacionalizmus, nemzeti érdek (Budapest, 1976)
- A szocializmusért, a békéért (Budapest, 1978)
- Szövetségi politika-nemzeti egység (Budapest, 1982)
- Együtt a szocializmusért (Budapest, 1982)
- Párt, szakszervezetek, szocializmus (Budapest, 1982)
- Béke, függetlenség, honvédelem (Budapest, 1985)
- A békéért, népünk boldogulásáért (Budapest, 1985)
- Válaszgondolatok (Budapest, 1985)
- A szocializmus megújulása Magyarországon (Budapest, 1986)
- Kedves, jó Kádár elvtárs! Válogatás Kádár János levelezéséből, 1954–1989; szerk. Huszár Tibor, jegyz. kronológia, névmutató Némethné Vágyi Karola; Osiris, Budapest, 2002

### Weblapok
- Szörnyű dolog derült ki Kádár Jánosról, alig mernek írni erről
- 35 éve temették el Kádár Jánost, de nem sokáig nyugodhatott a sírjában
- Ha előkerülnének is, már nem büntethetnék meg Kádár János koponyájának elrablóit
- Kádár János iratai, Politikatörténeti és Szakszervezeti Levéltár, PIL 765. f.
- Kopátsy Sándor: Kádár és kora (MEK-OSZK)
- Kádár János rádióbeszéde 1956. november 26. – Nagy Imréről
- Kádár János utolsó beszéde 1989. április 12.
- Igazságos Kádár János[halott link] hangoskönyv-rádiójáték
- Archív felvételek Kádár János politikai életútjáról
- Kádár János életrajza a Magyar életrajzi lexikonban
- Velünk élő Kádár: a politika az árulások művészete tudósítás a "Mit kezdjünk vele? Kádár János (1912–1989)" című konferenciáról, Index.hu, 2007. június 17.
- „In the goulash” Archiválva 2008. december 31-i dátummal a Wayback Machine-ben, Recenzió: Tibor Fischer, Times Literary Supplement, 2004. december 6.
- Aljasság és nosztalgia: könyvek Kádár Jánosról és koráról – az Origo összefoglalói
- Kádár János interjúja a Timesnak (1986)
- Gróh Gáspár: Nosztalgia vagy emlékezés? Magyar Szemle Online, Új folyam XVII. 5-6. szám, Budapest, 2008. július Archiválva 2013. május 20-i dátummal a Wayback Machine-ben
- Pulpitus.hu: Tanuljunk meg újra tüzet gyújtani

| Elődje: Gerő Ernő | A Magyar Dolgozók Pártja Központi Vezetőségének első titkára 1956. október 25. – 1956. november 2. | Utódja: MDP megszűnt → MSZMP |

| Elődje: Nagy Imre | Magyarország miniszterelnöke 1956–1958 | Utódja: Münnich Ferenc |

| Elődje: Münnich Ferenc | Magyarország miniszterelnöke 1961–1965 | Utódja: Kállai Gyula |